# Coelopencyrtus pallidiceps
Coelopencyrtus pallidiceps is een vliesvleugelig insect uit de familie Encyrtidae. De wetenschappelijke naam is voor het eerst geldig gepubliceerd in 1919 door Girault.